# Robbie Robertson
Jaime Royal (Robbie) Robertson, oorspronkelijk Jaime Robert Klegerman (Toronto, 5 juli 1943 – Los Angeles, 9 augustus 2023) was een Canadese gitarist, songwriter en rockzanger die deel uitmaakte van The Band, een Canadees-Amerikaanse rockband.

## Loopbaan

### Eerste jaren
Zijn vader Klegerman, die hij nooit gekend heeft, was Joods, zijn moeder Rosemary 'Dolly' Chrysler was van indiaanse afkomst. Als kind kwam hij al vroeg in aanraking met zowel indiaanse muziek, als Amerikaanse countrymuziek. Hij leerde gitaar spelen en begon ook te componeren. Zijn interesses verbreedden zich naar big band en rock-'n-roll. Hij maakte zijn school niet af en sloot zich in 1958 als 15-jarige aan bij The Hawks, de begeleidingsgroep van rockabilly zanger Ronnie Hawkins. Bij de Hawks leerde hij Levon Helm kennen. Later kwamen ook Rick Danko, Garth Hudson, Richard Manuel en Jerry Penfound bij de Hawks.

### The Band

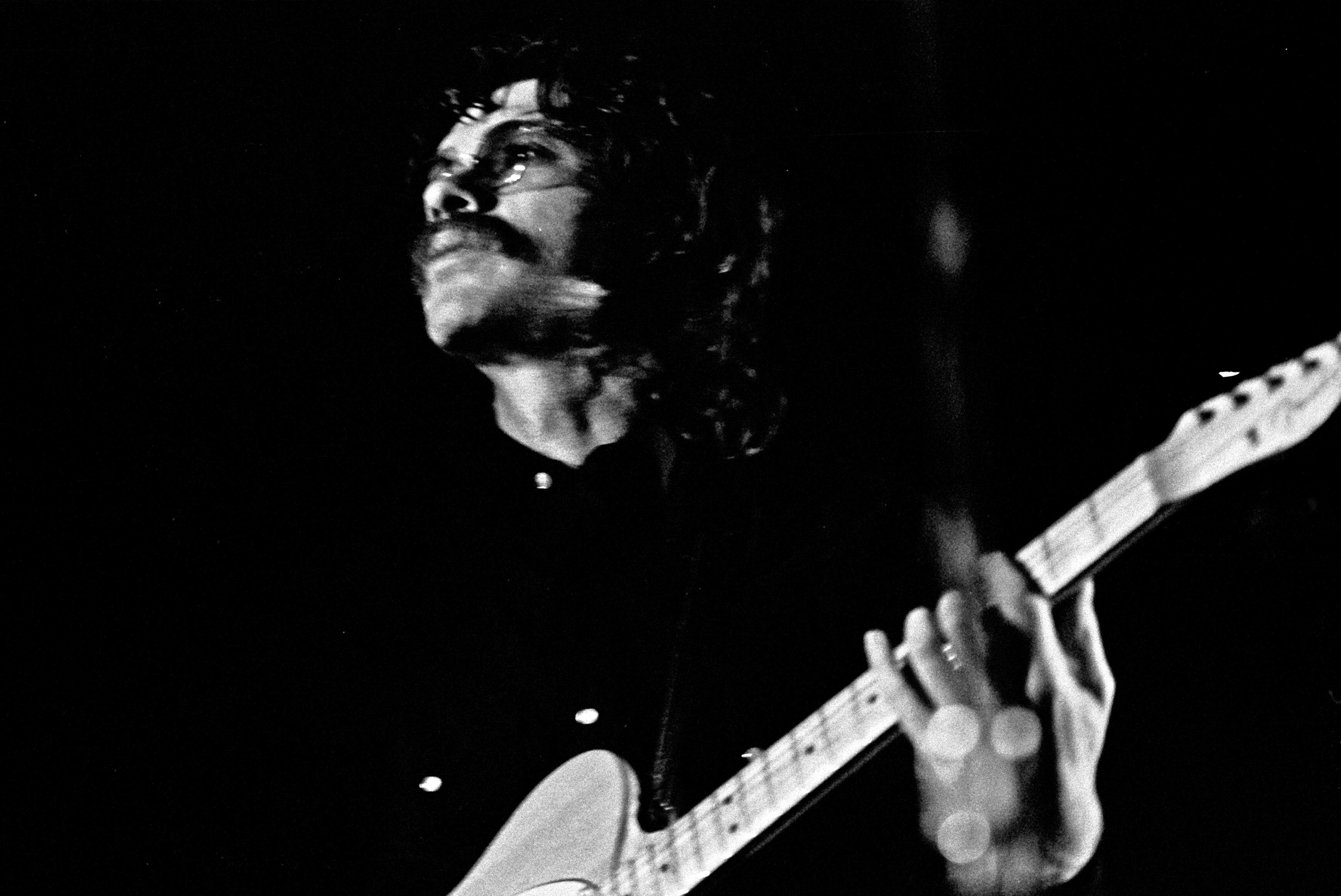
Robbie Robertson in 1971

In 1963 begon de groep, zonder Hawkins en Penfound, voor zichzelf. Bob Dylan, voor wie Robertson en Helm reeds eerder als sessiemuzikant hadden gewerkt, vroeg The Hawks als begeleidingsgroep voor zijn tournee van 1965-66, die bekend werd door de protesten van Dylan-fans, die hem zijn koerswijziging van folk naar rock kwalijk namen. Later namen The Hawks met Dylan, in de kelder van het huis "Big Pink" in Woodstock, de al even legendarisch geworden Basement Tapes op. Het bleken de voorbereidingen te zijn voor de grote carrière van The Band (zoals zij voortaan heetten). Zij maakten een aantal normbepalende albums, te beginnen met Music from Big Pink (1968) en gevolgd door o.a. The Band (1969) en Stage Fright (1970). Robertson schreef daarbij verreweg de meeste songs, met als beroemdste The Weight, The Night They Drove Old Dixie Down, King Harvest (Has Surely Come) en Acadian Driftwood, vaak sociaal geëngageerd en gebaseerd op de geschiedenis en volksvertellingen van het Amerikaanse continent. In de loop der jaren kwam er slijtage in de saamhorigheid van de groep. Het was vooral Robertson zelf die genoeg had van het rondtrekken van het ene optreden naar het andere met een alcoholisch en drugsgebruikend gezelschap dat hem steeds meer ging tegenstaan. Hij sprak van een "goddamn impossible way of life on the road". Op Thanksgiving Day 1976 nam The Band afscheid met een groots concert met vele gasten. Deze gebeurtenis werd gefilmd door regisseur Martin Scorsese en ging de geschiedenis in als The Last Waltz.

### Na The Band
Robbie Robertson was jarenlang het object van de wrok van zijn vroegere mede-Bandlid Levon Helm, die het moeilijk kon verkroppen dat Scorsese bij het filmen van The Last Waltz sterk de nadruk had gelegd op de rol van Robertson, "alsof wij Robbies begeleidingsband waren". Scorsese had zijn vriend Robertson, die de film had geproduceerd, bovendien als enige Bandlid toegelaten tot de montage.
Dieper nog was Helms grief jegens het feit dat Robertson als songwriter de auteursrechten bezat van de meeste Band-nummers en daarvan rijk was geworden. Volgens Helm waren de songs het product van groepswerk en zouden hij, Garth Hudson en de nabestaanden van Richard Manuel en Rick Danko moeten meedelen in de opbrengsten. Robertson zelf heeft nooit op de aanvallen van Helm willen reageren. In 2011 veroorloofde hij zich de opmerking dat de andere Bandleden hun royalty's destijds naar behoren hadden ontvangen, maar die er snel hadden doorgejaagd.
Pas in april 2012, bij Helms sterfbed, kwam een verzoening tot stand.

### Solowerk

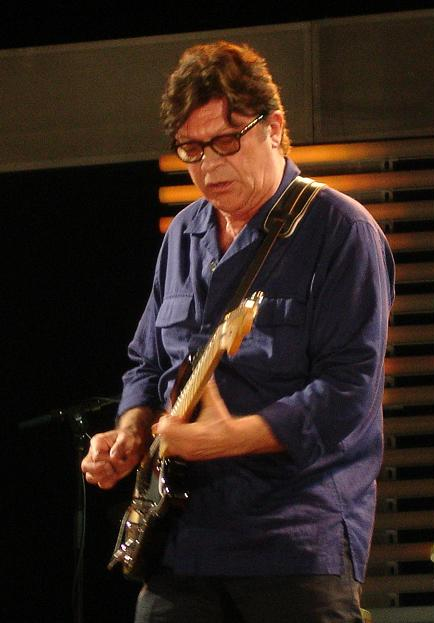
Robbie Robertson in 2007

Robertson en Scorsese bleven samenwerken na The Last Waltz. Robertson verzorgde een aantal filmscores, zoals van Raging Bull (1980), The King of Comedy (1982), The Color of Money (1987), Shutter Island (2010) en The Wolf of Wall Street (2013). Voor de laatste film werd hij genomineerd voor een Grammy Award in de categorie 'beste soundtrack'. Zelf produceerde hij in 1980 Carny van regisseur Robert Kaylor, waarin hij ook als acteur meespeelde naast onder meer Jodie Foster.
In 1987 kwam Robertsons eerste solo-album uit, getiteld Robbie Robertson, met medewerking van U2 en Peter Gabriel. Hoewel hij bij The Band zelden solo's zong, is zijn hese stemgeluid op alle tracks te horen. Het zwoele nummer Somewhere Down the Crazy River werd als single een grotere hit dan hij ooit met The Band had gehad. In de Nederlandse Top 40 bereikte het een negende positie. In 1990 volgde een tweede album Storyville. Beide succesvolle albums, waaraan ook Rick Danko en Garth Hudson bijdragen leverden, vormden een sterk gepolijste en minder warme (volgens sommigen 'gelikte' en 'kille') vervulling van de ambities die hij ooit met The Band had nagestreefd.
Een radicaal andere weg koos hij met Music for The Native Americans (1994) en Contact From the Underworld of Redboy (1998), waarin hij zijn indiaanse "roots" zocht. In zijn album How To Become Clairvoyant (2011), met belangrijke bijdragen van Eric Clapton en Steve Winwood, keert hij terug naar de rockmuziek. Hij verwijst in de song This Is Where I Get Off naar zijn verleden met The Band, met onder meer de woorden: "Walking out on the boys / Was never the plan / We just drifted off course / Couldn't strike up the band".
Op het album Sinematic (2019) wordt de lijn van How To Become Clairvoyant voortgezet. In het nummer Once Were Brothers wordt opnieuw impliciet verwezen naar de vervlogen vriendschap met The Band. Het album is deels gebaseerd op zijn soundtrack voor de film The Irishman van Martin Scorsese en op de documentaire Once Were Brothers. Op de track I Hear You Paint Houses, die verwijst naar het boek I Heard You Paint Houses van Charles Brandt waarop Scorsese zijn film baseerde, zingt Robertson een duet met Van Morrison.

### Overlijden
Robertson overleed in Los Angeles op 80-jarige leeftijd na een langdurige ziekte, kort nadat hij zijn veertiende soundtrack had afgerond voor een film van Scorcese, Killers of the Flower Moon.

## Autobiografie en documentaire
In 2016 publiceerde Robertson zijn autobiografie onder de titel Testimony. Het boek beschrijft de jaren tot aan het uiteengaan van The Band in 1976.
Op de openingsavond van het Internationaal filmfestival van Toronto ging op 5 september 2019 de documentaire Once Were Brothers: Robbie Robertson and The Band in première, geregisseerd door Daniel Roher en gebaseerd op Robertsons boek Testimony. Naast Robertson zelf zijn onder anderen Martin Scorsese, Bruce Springsteen, Bob Dylan, Eric Clapton, Peter Gabriel, David Geffen en Van Morrison in de film te zien.

## Discografie

### Albums
| Album met eventuele hitnotering(en) in de Nederlandse Album Top 100 | Datum van verschijnen | Datum van binnenkomst | Hoogste positie | Aantal weken | Opmerkingen   |
| ------------------------------------------------------------------- | --------------------- | --------------------- | --------------- | ------------ | ------------- |
| Robbie Robertson                                                    | 1987                  | 21-11-1987            | 16              | 23           |               |
| Storyville                                                          | 1991                  | 12-10-1991            | 53              | 4            |               |
| Music for the native Americans                                      | 1994                  | -                     |                 |              |               |
| Contact from the underworld of red boy                              | 1998                  | -                     |                 |              |               |
| Classic masters                                                     | 2002                  | -                     |                 |              | Verzamelalbum |
| 20th Century masters                                                | 2006                  | -                     |                 |              | Verzamelalbum |
| How to become clairvoyant                                           | 2011                  | 16-04-2011            | 44              | 4            |               |
| Sinematic                                                           | 2019                  | -                     |                 |              |               |

### Singles
| Single met eventuele hitnotering(en) in de Nederlandse Top 40 | Datum van verschijnen | Datum van binnenkomst | Hoogste positie | Aantal weken | Opmerkingen                                                          |
| ------------------------------------------------------------- | --------------------- | --------------------- | --------------- | ------------ | -------------------------------------------------------------------- |
| Fallen Angel                                                  | 1987                  | 21-11-1987            | tip13           | -            | #64 in de Nationale Hitparade Top 100                                |
| Somewhere Down the Crazy River                                | 1988                  | 19-03-1988            | 9               | 8            | #12 in de Nationale Hitparade Top 100 / Veronica Alarmschijf Radio 3 |

## Filmografie
| Jaar | Titel                      | Opmerkingen                      |
| ---- | -------------------------- | -------------------------------- |
| 1980 | Carny                      | acteur / producent / scenarist   |
| 1980 | Raging Bull                | componist                        |
| 1982 | The King of Comedy         | componist / muziekproducent      |
| 1986 | The Color of Money         | componist                        |
| 1994 | Jimmy Hollywood            | componist                        |
| 1995 | The Crossing Guard         | acteur                           |
| 1996 | Phenomenon                 | uitvoerend producent             |
| 2002 | Gangs of New York          | uitvoerend muziekproducent       |
| 2013 | The Wolf of Wall Street    | uitvoerend muziekproducent       |
| 2016 | Silence                    | uitvoerend muziekproducent       |
| 2019 | The Irishman               | componist / uitvoerend producent |
| 2023 | Killers of the Flower Moon | componist                        |

- Bibsys: 4062372
- Biblioteca Nacional de España: XX1091100
- Bibliothèque nationale de France: cb13899062j (data)
- Catàleg d'autoritats de noms i títols de Catalunya: 981058609694306706
- Gemeinsame Normdatei: 122870476
- International Standard Name Identifier: 0000 0000 9412 6675
- Library of Congress Control Number: n83196033
- MusicBrainz: a0920ae6-2968-4f92-ac14-67448452bd18
- Bibliotheek van het Japanse parlement: 001303994
- Nationale Bibliotheek van Tsjechië: pna2006322553
- Nationale bibliotheek van Australië: 35147619
- Nationale Bibliotheek van Israël: 987007515450505171
- Nationale en Universitaire bibliotheek Zagreb: 000065846
- Nederlandse Thesaurus van Auteursnamen: 071649239
- Réseau des bibliothèques de Suisse occidentale: 02-A008994916
- Istituto Centrale per il Catalogo Unico: UBOV482735
- LIBRIS: 306966
- SNAC: w6ng4zn5
- Système universitaire de documentation: 158024362
- Trove: 479095
- Virtual International Authority File: 59976566
- WorldCat: E39PBJt8dKQ47wPmCWkdTrvCQq